# 4.ª etapa del Giro de Italia 2025
La 4.ª etapa del Giro de Italia 2025 tuvo lugar el 13 de mayo de 2025 y consistió en una etapa en ruta llana con inicio en la población italiana Alberobello y final en la ciudad de Lecce, sobre un recorrido de 189 km. El vencedor fue el neerlandés Casper van Uden del equipo Team Picnic PostNL, mientras que el danés Mads Pedersen del equipo Lidl-Trek continuó como líder de la carrera.

## Clasificación de la etapa[2]
| Alberobello - Lecce | etapa llana | (189 km) |

| \| Clasificación de la etapa \| Clasificación de la etapa \| Clasificación de la etapa \| Clasificación de la etapa \| Clasificación de la etapa \| \| Ciclista \| Ciclista \| Equipo \| Tiempo \| \| \| ------------------------- \| ------------------------- \| ----------------------------- \| ------------------------- \| ------------------------- \| \| 1.º \| Casper van Uden \| Team Picnic-PostNL \| 4 h 02 min 21 s \| \| \| 2.º \| Olav Kooij \| Team Visma \\| Lease a Bike \| + 0 s \| \| \| 3.º \| Maikel Zijlaard \| Tudor Pro Cycling Team \| + 0 s \| \| \| 4.º \| Mads Pedersen \| Lidl-Trek \| + 0 s \| \| \| 5.º \| Kaden Groves \| Alpecin-Deceuninck \| + 0 s \| \| \| 6.º \| Sam Bennett \| Decathlon-AG2R La Mondiale \| + 0 s \| \| \| 7.º \| Paul Magnier \| Soudal Quick-Step \| + 0 s \| \| \| 8.º \| Ben Turner \| Ineos Grenadiers \| + 0 s \| \| \| 9.º \| Matteo Moschetti \| Q36.5 Pro Cycling Team \| + 0 s \| \| \| 10.º \| Enrico Zanoncello \| VF Group-Bardiani CSF-Faizanè \| + 0 s \| \| |                   |                               |                 |
| |                   |                               |                 |
| Fuente: ProCyclingStats |                   |                               |                 |
| Clasificación de la etapa |                   |                               |                 |
| Ciclista | Ciclista          | Equipo                        | Tiempo          |
| 1.º | Casper van Uden   | Team Picnic-PostNL            | 4 h 02 min 21 s |
| 2.º | Olav Kooij        | Team Visma \| Lease a Bike    | + 0 s           |
| 3.º | Maikel Zijlaard   | Tudor Pro Cycling Team        | + 0 s           |
| 4.º | Mads Pedersen     | Lidl-Trek                     | + 0 s           |
| 5.º | Kaden Groves      | Alpecin-Deceuninck            | + 0 s           |
| 6.º | Sam Bennett       | Decathlon-AG2R La Mondiale    | + 0 s           |
| 7.º | Paul Magnier      | Soudal Quick-Step             | + 0 s           |
| 8.º | Ben Turner        | Ineos Grenadiers              | + 0 s           |
| 9.º | Matteo Moschetti  | Q36.5 Pro Cycling Team        | + 0 s           |
| 10.º | Enrico Zanoncello | VF Group-Bardiani CSF-Faizanè | + 0 s           |

## Clasificaciones al final de la etapa

### Clasificación general(Maglia Rosa)[3]
| \| Clasificación general \| Clasificación general \| Clasificación general \| Clasificación general \| Clasificación general \| \| Ciclista \| Ciclista \| Equipo \| Tiempo \| \| \| --------------------- \| --------------------- \| -------------------------- \| --------------------- \| --------------------- \| \| 1.º \| Mads Pedersen \| Lidl-Trek \| 11 h 44 min 31 s \| \| \| 2.º \| Primož Roglič \| Red Bull-Bora-Hansgrohe \| + 7 s \| \| \| 3.º \| Mathias Vacek \| Lidl-Trek \| + 14 s \| \| \| 4.º \| Brandon McNulty \| UAE Team Emirates XRG \| + 21 s \| \| \| 5.º \| Isaac Del Toro \| UAE Team Emirates XRG \| + 22 s \| \| \| 5.º \| Juan Ayuso \| UAE Team Emirates XRG \| + 25 s \| \| \| 6.º \| Max Poole \| Team Picnic-PostNL \| + 33 s \| \| \| 7.º \| Antonio Tiberi \| Bahrain Victorious \| + 34 s \| \| \| 8.º \| Michael Storer \| Tudor Pro Cycling Team \| + 36 s \| \| \| 9.º \| Giulio Pellizzari \| Red Bull-Bora-Hansgrohe \| + 41 s \| \| \| 10.º \| Simon Yates \| Team Visma \\| Lease a Bike \| + 42 s \| \| |                   |                            |                  |
| |                   |                            |                  |
| Fuente: ProCyclingStats |                   |                            |                  |
| Clasificación general |                   |                            |                  |
| Ciclista | Ciclista          | Equipo                     | Tiempo           |
| 1.º | Mads Pedersen     | Lidl-Trek                  | 11 h 44 min 31 s |
| 2.º | Primož Roglič     | Red Bull-Bora-Hansgrohe    | + 7 s            |
| 3.º | Mathias Vacek     | Lidl-Trek                  | + 14 s           |
| 4.º | Brandon McNulty   | UAE Team Emirates XRG      | + 21 s           |
| 5.º | Isaac Del Toro    | UAE Team Emirates XRG      | + 22 s           |
| 5.º | Juan Ayuso        | UAE Team Emirates XRG      | + 25 s           |
| 6.º | Max Poole         | Team Picnic-PostNL         | + 33 s           |
| 7.º | Antonio Tiberi    | Bahrain Victorious         | + 34 s           |
| 8.º | Michael Storer    | Tudor Pro Cycling Team     | + 36 s           |
| 9.º | Giulio Pellizzari | Red Bull-Bora-Hansgrohe    | + 41 s           |
| 10.º | Simon Yates       | Team Visma \| Lease a Bike | + 42 s           |

### Clasificación por puntos(Maglia Ciclamino)[4]
| Clasificación por puntos | Clasificación por puntos | Clasificación por puntos   | Clasificación por puntos | Clasificación por puntos |
| Ciclista                 | Ciclista                 | Equipo                     | Puntos                   |                          |
| ------------------------ | ------------------------ | -------------------------- | ------------------------ | ------------------------ |
| 1.º                      | Mads Pedersen            | Lidl-Trek                  | 83 pts                   |                          |
| 2.º                      | Olav Kooij               | Team Visma \| Lease a Bike | 52 pts                   |                          |
| 3.º                      | Casper van Uden          | Team Picnic-PostNL         | 50 pts                   |                          |
| 4.º                      | Alessandro Tonelli       | Team Polti VisitMalta      | 35 pts                   |                          |
| 5.º                      | Maikel Zijlaard          | Tudor Pro Cycling Team     | 25 pts                   |                          |
| 6.º                      | Orluis Aular             | Movistar Team              | 24 pts                   |                          |
| 7.º                      | Corbin Strong            | Israel-Premier Tech        | 22 pts                   |                          |
| 8.º                      | Kaden Groves             | Alpecin-Deceuninck         | 19 pts                   |                          |
| 9.º                      | Joshua Tarling           | Ineos Grenadiers           | 18 pts                   |                          |
| 10.º                     | Wout van Aert            | Team Visma \| Lease a Bike | 18 pts                   |                          |

### Clasificación de la montaña(Maglia Azzurra)[5]
| Clasificación de la montaña | Clasificación de la montaña | Clasificación de la montaña   | Clasificación de la montaña | Clasificación de la montaña |
| Ciclista                    | Ciclista                    | Equipo                        | Puntos                      |                             |
| --------------------------- | --------------------------- | ----------------------------- | --------------------------- | --------------------------- |
| 1.º                         | Lorenzo Fortunato           | XDS Astana Team               | 29 pts                      |                             |
| 2.º                         | Sylvain Moniquet            | Cofidis                       | 20 pts                      |                             |
| 3.º                         | Pello Bilbao                | Bahrain Victorious            | 12 pts                      |                             |
| 4.º                         | Alessandro Tonelli          | Team Polti VisitMalta         | 11 pts                      |                             |
| 5.º                         | Giulio Ciccone              | Lidl-Trek                     | 9 pts                       |                             |
| 6.º                         | Alessandro Verre            | Arkéa-B&B Hotels              | 8 pts                       |                             |
| 7.º                         | Chris Hamilton              | Team Picnic-PostNL            | 6 pts                       |                             |
| 8.º                         | Mads Pedersen               | Lidl-Trek                     | 4 pts                       |                             |
| 9.º                         | Mathias Vacek               | Lidl-Trek                     | 4 pts                       |                             |
| 10.º                        | Manuele Tarozzi             | VF Group-Bardiani CSF-Faizanè | 4 pts                       |                             |

### Clasificación de los jóvenes(Maglia Bianca)[6]
| Clasificación del mejor joven | Clasificación del mejor joven | Clasificación del mejor joven | Clasificación del mejor joven | Clasificación del mejor joven |
| Ciclista                      | Ciclista                      | Equipo                        | Tiempo                        |                               |
| ----------------------------- | ----------------------------- | ----------------------------- | ----------------------------- | ----------------------------- |
| 1.º                           | Mathias Vacek                 | Lidl-Trek                     | 11 h 44 min 45 s              |                               |
| 2.º                           | Isaac Del Toro                | UAE Team Emirates XRG         | + 8 s                         |                               |
| 3.º                           | Juan Ayuso                    | UAE Team Emirates XRG         | + 11 s                        |                               |
| 4.º                           | Max Poole                     | Team Picnic-PostNL            | + 19 s                        |                               |
| 5.º                           | Antonio Tiberi                | Bahrain Victorious            | + 20 s                        |                               |
| 6.º                           | Giulio Pellizzari             | Red Bull-Bora-Hansgrohe       | + 26 s                        |                               |
| 7.º                           | Davide Piganzoli              | Team Polti VisitMalta         | + 35 s                        |                               |
| 8.º                           | Felix Engelhardt              | Team Jayco AlUla              | + 1 min 11 s                  |                               |
| 9.º                           | Alessandro Pinarello          | VF Group-Bardiani CSF-Faizanè | + 2 min 10 s                  |                               |
| 10.º                          | Marco Frigo                   | Israel-Premier Tech           | + 2 min 29 s                  |                               |

### Clasificación por equipos"Súper team"[7]
| Clasificación por equipos | Clasificación por equipos  | Clasificación por equipos | Clasificación por equipos |
| Equipo                    | Equipo                     | Tiempo                    |                           |
| ------------------------- | -------------------------- | ------------------------- | ------------------------- |
| 1.º                       | Lidl-Trek                  | 35 h 14 min 23 s          |                           |
| 2.º                       | UAE Team Emirates XRG      | + 7 s                     |                           |
| 3.º                       | Red Bull-BORA-hansgrohe    | + 15 s                    |                           |
| 4.º                       | Team Visma \| Lease a Bike | + 47 s                    |                           |
| 5.º                       | Movistar Team              | + 1 min 35 s              |                           |
| 6.º                       | Team Jayco AlUla           | + 2 min 10 s              |                           |
| 7.º                       | Q36.5 Pro Cycling Team     | + 2 min 41 s              |                           |
| 8.º                       | XDS Astana Team            | + 3 min 00 s              |                           |
| 9.º                       | Bahrain-Victorious         | + 3 min 24 s              |                           |
| 10.º                      | Team Picnic-PostNL         | + 3 min 25 s              |                           |

## Abandonos
- Nickolas Zukowsky (Q36.5 Pro Cycling Team) abandonó como consecuencia de una caída.[8]